# Krasnostavți, Sneatîn
Krasnostavți (în ucraineană Красноставці) este o comună în raionul Sneatîn, regiunea Ivano-Frankivsk, Ucraina, formată numai din satul de reședință.

## Demografie
Componența lingvistică a comunei Krasnostavți
     Ucraineană (99,73%)
     Alte limbi (0,09%)
Conform recensământului din 2001, majoritatea populației comunei Krasnostavți era vorbitoare de ucraineană (99,73%), existând în minoritate și vorbitori de alte limbi.